# Djupvattnet (Hotagens socken, Jämtland, 709718-144600)
Djupvattnet är en sjö i Krokoms kommun i Jämtland och ingår i Indalsälvens huvudavrinningsområde. Sjön har en area på 0,372 kvadratkilometer och ligger 519,1 meter över havet. Djupvattnet ligger i Gråberget-Hotagsfjällen Natura 2000-område.

## Delavrinningsområde
Djupvattnet ingår i det delavrinningsområde (709784-144586) som SMHI kallar för Utloppet av Djupvattnet. Medelhöjden är 585 meter över havet och ytan är 2,71 kvadratkilometer. Räknas de 3 avrinningsområdena uppströms in blir den ackumulerade arean 17,13 kvadratkilometer. Vattendraget som avvattnar avrinningsområdet har biflödesordning 4, vilket innebär att vattnet flödar genom totalt 4 vattendrag innan det når havet efter 275 kilometer. Avrinningsområdet består mestadels av skog (83 procent). Avrinningsområdet har 0,37 kvadratkilometer vattenytor vilket ger det en sjöprocent på 13,7 procent.